# Галашина, Анастасия Валерьевна
Анастасия Валерьевна Галашина (род. 3 февраля 1997, Ярославль) — российский стрелок, серебряный призёр Олимпийских игр 2020. Бронзовый призёр чемпионата мира 2018, двукратная чемпионка Европы (2020, 2021) в команде, двукратный серебряный призёр чемпионатов Европы (2020, 2021). Заслуженный мастер спорта России (2021). Выступает за спортивный клуб ЦСКА.

## Биография
Спортивную карьеру в пулевой стрельбе начала в возрасте 12 лет. До этого Анастасия Галашина занималась плаванием, планировала начать учёбу в музыкальной школе. Но по совету отца, увидевшего интерес дочери к пневматическому оружию, записалась в секцию пулевой стрельбы. Её первым тренером стала Светлана Александровна Самухина.
Уже в 14 лет Анастасия получила звание мастера спорта, а в 17 — мастера спорта международного класса.
Окончила факультет физического воспитания Ярославского государственного педагогического университета.
Замужем за Эдуардом Зульфугаровым, также занимавшимся пулевой стрельбой.
В 2020 году спортсменка поделилась с журналистами идеей открытия школы пулевой стрельбы. При активной поддержке отца, Валерия Галашина, Анастасия планирует привлечь интерес к своему виду спорта и тренировать новое поколение спортсменов.

## Награды
- Медаль ордена «За заслуги перед Отечеством» I степени (11 августа 2021 года) — за большой вклад в развитие отечественного спорта, высокие спортивные достижения, волю к победе, стойкость и целеустремленность, проявленные на Играх XXXII Олимпиады 2020 года в городе Токио (Япония)[6].
- Медаль «За укрепление боевого содружества» (14 августа 2021)[7][8]